# 胡椒鯛
胡椒鯛（学名：Plectorhynchus pictus），又稱花石鱸、細鱗石鱸，俗名加志，為輻鰭魚綱鱸形目石鱸科的其中一個種。

## 分布
本魚分布於印度-西太平洋區，包括紅海、東非、南非、馬達加斯加、模里西斯、塞席爾群島、波斯灣、馬爾地夫、斯里蘭卡、印度、日本、韓國、中國沿海、泰國、馬來西亞、台灣、越南、菲律賓、印尼、澳洲、新幾內亞、新喀里多尼亞、帛琉、所羅門群島、馬里亞納群島、馬紹爾群島、密克羅尼西亞、諾魯、斐濟群島等海域。该物种的模式产地在日本。

## 深度
水深20至200公尺。

## 特徵
本魚幼魚體色黃色但全身有3至6條極寬的黑縱帶；10或12公分大時，體側縱帶變窄且數目增多，增加之黑點帶和實帶紋夾雜，底色轉為銀灰色。約20公分後，黑點又變成金黃色點或斑密佈全身及尾鰭；老成魚時黃色點消褪而僅存在背側或尾鰭有黑點散布。背鰭硬棘12枚、軟條15至17枚；臀鰭硬棘3枚、軟條7枚。側線鱗片數70至75枚。體長可達83公分。

## 生態
本魚幼魚生活於淺水域，而成魚則喜棲息在較深水域之岩礁邊緣沙泥地外圍，獨游或群游。屬雜食性魚類。

## 經濟利用
食用魚，但肉質帶有土味，須加大量辛香料紅燒以去異味。